# Al-Hadżib
Al-Hadżib (arab. الحاجب) – miasto w Syrii, w muhafazie Aleppo. W 2004 roku liczyło 1542 mieszkańców.